# 加尔赫斯汉凯尔
加尔赫斯汉凯尔（Garhshanker），是印度旁遮普邦Hoshiarpur县的一个城镇。总人口15094（2001年）。

## 人口
该地2001年总人口15094人，其中男性7883人，女性7211人；0—6岁人口1735人，其中男985人，女750人；识字率73.28%，其中男性为76.43%，女性为69.84%。